# Stjepko Gut
Stjepko (Steve) Gut (Ruma, 15 december 1950) is een Servische jazztrompettist en -bugelist en bigbandleider. Hij is naast Duško Gojković en Milivoje Marković een van de bekendste koperblazers van zijn land. Hij woont in Belgrado.

## Biografie
Gut studeerde aan de Swiss Jazz School in Bern, Zwitserland en aan Berklee College of Music in Boston. Hij speelde in het orkest van Radio Novi Sad, was lid van de bigband van Woody Herman, de RTB Big Band en, twee jaar lang, de Lionel Hampton All Stars waar hij toen (1981/1982) een van de twee blanke musici was. Van 1984 tot 2010 speelde hij in de bigband van Clark Terry. Gut heeft in zijn loopbaan gewerkt met onder meer Wild Bill Davis, Curtis Fuller, Ed Thigpen, Benny Bailey, Horace Parlan, Mel Lewis, Johhny Griffin, Jimmy Heath, James Moody, Clifford Jordan, Ernie Willkins, Snooky Young, Joe Newman, Wallace Davenport, Jon Faddis, Nicholas Payton, Frank Wess, Alvin Queen, Sal Nistico, Vince Benedetti, Kenny Washington, Charlie Antolini en Duško Gojković. Sinds 1980 leidt hij een sextet met Milivoje Marković. In 1984 ging hij les geven aan de Kunstuniversitat Graz (ensemblespel en bigband), tevens leidde hij er de MHS Big Band waarmee hij optrad op Europese jazzfestivals en in 1993 in Wenen een bigband-competitie won. Gut was ook gast-professor aan het conservatorium in Belgrado en heeft workshops en masterclasses gegeven aan conservatoria in Nederland.

## Discografie (selectie)
- "Sketches Of Balkan" - Timeless Records
- "Mr.C.T." - Timeless Records
- "Steve Gut and RTB Big-Band" - Timeless Records
- "Quartets" - PGP RTB Records
- "Nishville" (met Alvin Queen) - MoJoe Records